# Jura-Hütte
Die Jura-Hütte oder auch Wattendorfer Hütte ist eine Schutzhütte der Sektion Coburg des Deutschen Alpenvereins (DAV). Sie liegt auf der Fränkischen Alb in Deutschland. Es handelt sich um eine Selbstversorgerhütte ohne Bewirtschaftung.

## Geschichte
Die Sektion Coburg wurde am 16. Juni 1879 in Coburg als Sektion Coburg des Deutschen und Österreichischen Alpenvereins gegründet. Der 1. Teil der Jura-Hütte wurde am 17. September 1950 eingeweiht. Die Vollendung des Baues wurde im Jahr 1952 durchgeführt und am 6. Juli 1952 eingeweiht. Die Sektion unterhält insgesamt zwei Selbstversorger-Hütten und eine bewirtschaftete Hütte in der Mieminger Kette in Tirol.

## Lage
Die Jura-Hütte, auch Wattendorfer Hütte, liegt auf einer Höhe von 490 m ü. NHN in der Fränkischen Schweiz, bei Wattendorf.

## Zustieg
- Es existiert ein Parkplatz 10 min. von der Jura-Hütte entfernt.[3]

## Nachbarhütten
- Enzianhütte der Sektion Hof
- Würgauer Haus der Sektion Bamberg[4]

## Tourenmöglichkeiten
- Wattendorf-Wanderparkplatz, 6,9 km, Gehzeit 2 Std.
- Rothmannstal Richtung Schwabthal und zurück, 11,3 km, Gehzeit 2,5 Std.
- Keltenweg H – der Hohle Stein und weitere romantische Plätze, 12,8 km, Gehzeit 3,5 Std.
- Tiefenthalschlucht, Kemnitzenstein und Hohler Stein, 9,1 km, 2,5 Std.
- Zum Hohlen Stein und durchs Tiefenthal – Geiheimnisvolle Höhepunkte auf dem Keltenweg, 14,7 km, Gehzeit 4 Std.
- Lautergrund, Keltenrundtour, 13,2 km, 3,25 Std.[5]

## Klettermöglichkeiten
- Wattendorfer Wand, Höhe 10 m. Die Kletteranlage verfügt über 9 Routen, bis zum 9. Schwierigkeitsgrad.[6]

## Karten
- Fritsch Karten: Nr. 65, Naturpark Fränkische Schweiz. ISBN 3-86116-065-X
Nr. 53, Blatt Süd, Veldensteiner Forst, Hersbrucker Alb. ISBN 3-86116-053-6
Nr. 72, Hersbrucker Alb in der Frankenalb, Pegnitz- und Hirschbachtal. ISBN 3-86116-072-2.